# Oliver Atkinson
Pas d'image ? Cliquez ici

a Compétitions nationales et continentales officielles uniquement.

b Matchs officiels uniquement.
Dernière mise à jour le 7 mars 2018.
Oliver Atkinson, né le 20 septembre 1980 à Sheffield, est un joueur de rugby à XV, qui joue avec l'équipe du Canada, évoluant au poste de deuxième ligne ou de troisième ligne (1,99 m pour 109 kg).

## Carrière

### En club
- Velox Valhalians/Aurora Barbarians  Canada jusqu'en 2006
- Union Bordeaux Bègles 2006-2007
- Moseley RFC 2007-2008 (36 matchs)

### En équipe nationale
Il a eu sa première cape internationale le 29 mai 2005, à l’occasion d’un match contre l'équipe du Japon.

## Palmarès
- 5 sélections avec l'équipe du Canada
- Sélections par année : 2 en 2005 et 3 en 2006.